# Franz Bartelt
Œuvres principales
- Les Bottes rouges
- Le Bar des habitudes
- Hôtel du Grand Cerf

Franz Bartelt, né le 7 octobre 1949 aux Andelys, dans l’Eure, est un romancier, nouvelliste, poète, dramaturge et feuilletoniste français.

## Biographie
Franz Bartelt est le fils d'un ébéniste d'origine poméranienne (frontière germano-polonaise) et d'une Normande. La famille Bartelt s'installe dans l'Eure, où en 1949 naît Franz Bartelt qui arrive dans les Ardennes à l’âge de quatre ans et s'installe d'abord à Boulzicourt, puis à Charleville-Mézières, la région d'Arthur Rimbaud, un endroit prédestiné pour le jeune Franz qui apprend à lire dans les romans policiers que dévore sa mère et commence à écrire à l'âge de treize ans. Un an plus tard, il quitte l'école et gagne sa vie en enchaînant les petits boulots. À dix-neuf ans, il entre dans une usine de transformation de papier à Givet, un autre lieu symbolique pour l'écrivain qu'il est en passe de devenir.
En 1980, il s'installe à Nouzonville. Pendant cinq ans de labeur, au rythme des trois-huit, il aligne deux volumes par an sans se soucier de se faire publier. À partir de 1985, il fait de l'écriture son unique moyen de subsistance depuis sa résidence dans les Ardennes.
À partir de 1995, il connaît la consécration avec la publication de ses romans, bien reçus par la critique et dont certains sont sélectionnés pour des prix littéraires : Les Fiancés du paradis (1995), La Chasse au grand singe (1996), Le Costume (1998), Les Bottes rouges (2000), Le Grand Bercail (2002) et Terrine Rimbaud (2004).

« Je suis d'un pays construit par le silence. Et qui assemble, vallée contre vallée, d'autres pays vieux et lointains.
Ma jeunesse s'est brûlée dans la plaine. Je n'ai que des souvenirs de plein été.
Je m'en irais bien, certains jours, vers ce temps sans noblesse, qui va. Je m'en irais bien, certains jours, au-devant des fatigues de la liberté, vers ces matins de brumes harnachées de soleils, vers ces rivages verts que le vent pousse dans la mer, vers ces villes de brique rousse et de froid, posées sur des paysages plus lumineux que le ciel. Certains jours, je m'en irais bien pour m'en aller. »

— Extrait de Les Marcheurs
Poète, nouvelliste et feuilletoniste, il est également dramaturge et a donné huit pièces de théâtre pour France Culture. Il signe aussi des chroniques estivales à L'Ardennais.
Il remporte le prix Mystère de la critique 2018 et le trophée 813 2018 du meilleur roman francophone pour son roman policier Hôtel du Grand Cerf, paru en 2017.
À partir de 2023, il s'engage dans la publication des cahiers qu'il remplit depuis quarante ans. Le premier volume, Almanach des uns, des unes et des autres (L'Arbre vengeur, 2023) constitue une sorte d'anthologie préparatoire des années avant l'an 2000, chaque jour étant illustré par un extrait des cahiers antérieurs.

## Œuvre

### Romans
- Les Fiancés du paradis, Gallimard, 1995 ; réédition, Labor, 2006
- La Chasse au grand singe, Gallimard, 1996
- Le Costume, Gallimard, 1998
- Simple, Mercure de France, 1999 ; réédition, Le Cercle, coll. « Cercle poche » no 56, 2004
- Les Bottes rouges, Gallimard, 2000 ; réédition, Labor Prix de l'Humour noir 2001
- Le Grand Bercail, Gallimard, 2002
- Terrine Rimbaud, Estuaire Éditions, 2004
- Charges comprises, Gallimard, 2004
- Le Jardin du Bossu, Gallimard, coll. « Série noire », 2004 ; réédition, Gallimard, coll. « Folio policier » no 434, 2006
- Liaison à la sauce, Galopin, 2005
- La Beauté maximale, Galopin, 2005
- Chaos de famille, Gallimard, coll. « Série noire », 2006 ; réédition, Gallimard, coll. « Folio policier » no 767, 2015
- La Belle Maison, Le Dilettante, 2007
- Les Nœuds, Le Dilettante, 2008
- Nadada, Éd. la Branche, coll. « Suite noire » no 20, 2008
- La Fée Benninkova, Le Dilettante, 2010
- Je ne sais pas parler, Finitude, 2010
- Parures, éditions Atelier In8, coll. « Polaroid : novella », 2010
- Facultatif Bar, D'un noir si bleu éditions, coll. « Les noirs », 2012 ; réédition, L'Arbre vengeur, coll. "L'Arbuste véhément" n°43, 2025
- Le Testament américain, Gallimard, 2012
- Le Fémur de Rimbaud, Gallimard, 2013 ; réédition, Gallimard, coll. « Folio » no 5906, 2015 Prix des Hussards 2014
- La bonne a tout fait, éditions Baleine, coll. « le Poulpe », 2013
- Depuis qu'elle est morte elle va beaucoup mieux, Éditions du Sonneur, coll. « Ce que la vie signifie pour moi », 2015
- Hôtel du Grand Cerf, Le Seuil, 2017, réédition Points Policier, 2019 Prix Mystère de la critique 2018 Trophée 813 2018 du meilleur roman francophone
- Ah, les braves gens !, Paris, Le Seuil, coll. « Cadre Noir », 2019, 279 p. (ISBN 978-2-02-143220-6)
- Un flic bien trop honnête, Éditions du Seuil, 2021 ; réédition Points Policier, 2023.
- Of course, L'Arbre vengeur, 2021 (nouvelle édition de Nadada)
- Singeries, L'Arbre vengeur, 2024

### Recueils de nouvelles
- Histoires d'eaux, Le Castor astral, coll. « Escales du Nord », 1998 (recueil collectif)
- Le Bar des habitudes, Gallimard, 2005 ; réédition, Gallimard, coll. « Folio » no 4626, 2007 Teddy, suivi de Blutch, éditions 6 pieds sous terre, coll. « Liber Niger », 2005
- Mots pour maux, Gallimard, 2008 (recueil collectif)
- La Mort d'Edgar, Gallimard, 2010 ; réédition partielle sous le titre Une sainte fille et autres nouvelles, Gallimard, coll. « Folio 2euros » no 5415, 2012
- La Rencontre avec l'autre, Gallimard, coll. « Folio collège » no 20, 2017 (recueil collectif)
- Comment vivre sans lui ?, Gallimard, 2016
- Souvenirs du théâtre des opérations (15 monologues), L'Arbre vengeur, 2022.
- Je ne suis pas malheureux,  Le Dilettante, 2023  (ISBN 9791030800869).

### Poésie
- Décombres, le Givre de l'éclair, 1997
- Presque rien du monde, Arch'Libris, 2013 illustrations de Jean Morette

### Chroniques
- Les Marcheurs, Finn, 1998

### Théâtre
- Les Biscuits roses, éditions La Fontaine, 2007

### Ouvrages de littérature d'enfance et de jeunesse
- Des parents pour quoi faire?,  illustrations de Aurélie Blard-Quintard, Bayard poche, coll. « J'aime lire plus : humour » no 21, 2011

### Publications concernant les Ardennes
- D'une Ardenne et de l'autre Quorum, 1997
- Le Cheval ardennais, photographies de Jean-Marie Lecomte, Castor & Pollux, 1999
- Aux pays d'André Dhôtel dessins de Daniel Casanave, éd. Traverses, 2000
- L’Ardennais avec Jean-Marie Lecomte, Castor et Pollux, 2000
- Plutôt le dimanche, Labor, 2004
- Charleville-Mézières absolument moderne, photographies J.-M. Lecomte et T. Chantegret. Éd. Noires Terres, 2006
- Massacre en Ardennes, en collaboration avec Alain Bertrand, Labor, 2006
- Marionnettes en Ardennes, en collaboration avec Emmanuelle Ebel et Alain Recoing ; photographies d'Angel Garcia, Christophe Loiseau et Jean-Marie Lecomte, éditions Noires Terres, 2009
- Argonne, photographies de Jean-Marie Lecomte, éditions Noires Terres, 2010
- Adaptation pour la radio du roman Léon Chatry, instituteur de Jules Leroux[3], diffusé sur France Culture sous la forme d'un feuilleton de six épisodes en 1991

### Autres publications
- Suite à Verlaine, photographies de Jean-Marie Lecomte, Finn, 1999
- Nulle part, mais en Irlande, Le Temps qu'il fait, 2002
- Pleut-il ?, Gallimard, 2007
- Petit éloge de la vie de tous les jours, Gallimard, coll. « Folio 2euros » no 4954, 2009
- Hopper, l'horizon intra muros : une lecture de Edward Hopper, "Nighthawks", 1942, Art institute of Chicago, Éd. Invenit, coll. « Ekphrasis », 2012
- Le Bon Temps, L'Arbre vengeur, coll. "L'ivre de caisse", 2022
- Almanach des uns, des unes et des autres (cahiers), L'Arbre vengeur, 2023
- L'Année à treize lunes (cahiers), L'Arbre vengeur, 2024
- À boire, L'Arbre vengeur, coll. "L'ivre de caisse", 2025

## Prix
- Prix de l'Humour noir 2001 pour Les Bottes rouges[4]
- Prix Goncourt de la nouvelle 2006 pour Le Bar des habitudes[5]
- Prix des Hussards 2014 pour Le Fémur de Rimbaud[2]
- Prix Mystère de la critique 2018 pour Hôtel du Grand Cerf [6],[7]
- Trophée 813 du meilleur roman francophone 2018 pour Hôtel du Grand Cerf[8]

## Adaptation cinématographique
- 2017 : La Dormeuse Duval, film français réalisé par Manuel Sanchez, librement inspiré du roman Les Bottes rouges de Franz Bartelt[9].